# Многая літа
Мно́гая лі́та — традиційна українська святкова пісня. Виконують як на офіційних заходах, таких як весілля, церковні події та інші урочистості, так і на неофіційних святах (дні народження, іменини).

## Історія
Заснована на співі грец. Εις πολλά έτη (Іс полла еті або Ісполать — Многая літа) і візантійській християнській поліхронії або архієрейському поспів'ї грец. Τον δεσπότην (Владику й архієрея нашого, Господи, сохрани), котрі, як правило, співаються в кінці церковних відправ.
Автором музики одного з варіантів твору був український композитор Дмитро Бортнянський.

## Текст
Під час виконання кілька разів повторюють ті самі слова:

Многая літа, многая літа,
Многая літа, многая літа,
Многая літа, многая літа,
Многая, многая літа!
Альтернативний текст включає більш релігійний відтінок:

Многая літа, літа, многая літа!
Многая літа, літа, многая літа!
Во здравіє, во спасеніє!
Многая літа!
Фраза «Многая літа» іноді перемішується зі словами «Благая літа». Існує багато варіацій мелодії, але текст у більшості випадків залишається незмінний. Спів є невід'ємною частиною культури української діаспори. Але з рубежу XX–XXI сторіч поступово повертається в Україну.

## Аналоги в інших мовах
Аналогом української «Многая літа» в англомовному середовищі є «Happy Birthday to You» та «For He's a Jolly Good Fellow». У поляків традиційно співають «Sto lat» (Сто літ) людині, якій бажають міцного здоров'я і багато років життя.